# Conus plinthis
Espèce
Statut de conservation UICN

 LC  : Préoccupation mineure
Conus plinthis est une espèce de mollusques gastéropodes marins de la famille des Conidae.
Comme toutes les espèces du genre Conus, ces escargots sont prédateurs et venimeux. Ils sont capables de « piquer » les humains et doivent donc être manipulés avec précaution, voire pas du tout.

## Description
La taille de la coquille varie entre 16 mm et 61 mm.

## Distribution
Cette espèce marine est présente au large de la Nouvelle-Calédonie et des îles Kermadec.

### Niveau de risque d’extinction de l’espèce
Selon l'analyse de l'UICN réalisée en 2011 pour la définition du niveau de risque d'extinction, cette espèce a une très large aire de répartition et vit généralement sur le talus continental autour de la Nouvelle-Calédonie et du nord de Three Kings Rise dans le Pacifique occidental. On peut également la trouver autour de l'île Raoul et de l'île Kermadec, situées au large de la Nouvelle-Zélande. Cette espèce a une aire de répartition comparativement plus large que les autres espèces d'eau profonde du Pacifique sud-ouest, et vit à des profondeurs qui ne sont pas aussi affectées par les perturbations anthropiques. Toute collecte qui a été faite pour cette espèce a cessé, et on ne pense pas qu'elle ait beaucoup réduit ses effectifs. Elle est classée dans la catégorie " préoccupation mineure ".

## Taxonomie

### Publication originale
L'espèce Conus plinthis a été décrite pour la première fois en 1988 par les malacologistes Richard (d) et Robert G. Moolenbeek (d) dans « Venus »,.

### Synonymes
- Continuconus plinthis (Richard & Moolenbeek, 1988) · non accepté
- Conus (Klemaeconus) plinthis Richard & Moolenbeek, 1988 · appellation alternative
- Kioconus plinthis (Richard & Moolenbeek, 1988) · non accepté